# Barengo
Barengo (Barengh in piemontese) è un comune italiano di 729 abitanti della provincia di Novara in Piemonte.
Il gruppo di case che compone l'abitato di Barengo sorge a ridosso di una delle dorsali moreniche della provincia, tra il fiume Sesia e il torrente Agogna, ed è sovrastato da un magnifico castello quattrocentesco, di proprietà privata.

## Geografia fisica
Il paese sorge nel medio novarese, circa 20 km a nord di Novara, ai piedi di un modesto rilievo collinare morenico. È circondato per tre quarti da pianura coltivata a riso (nella zona meridionale) e cereali. Pochi chilometri ad est scorre il torrente Agogna.

## Storia
Paese di origine longobarda (come suggerito dal suffisso -engo), Barengo dall'841 al 969 appartenne al Comitato di Pombia. Passò successivamente ad Ingone di Bercledo ed a Ribaldo di Suno.
Confiscato da Enrico I ai loro discendenti simpatizzanti per Arduino, fu donato ai Vescovi di Novara, che nel 1201 ne infeudarono i Signori di Momo.
Seguì poi le vicende di Novara fino al 1441 quando Filippo Maria Visconti lo donò a Galeotto Toscano.
Passo quindi ai Tornielli che nel 1686 cedettero parte dei loro diritti ai Ferrero e nel 1730 la rimanente parte alla Comunità di Barengo.

### Simboli
Lo stemma è stato concesso con regio decreto del 7 marzo 1929.
Il gonfalone, concesso con DPR del 13 giugno 1989, è un drappo di bianco.

## Monumenti e luoghi d'interesse

### Castello di Barengo
Il paese è dominato da un castello quattrocentesco, un vasto quadrilatero irregolare, con torri d'angolo a caditoie. Di antica origine, venne ampiamente ricostruito alla fine del XIX secolo. Oggi è residenza di un'importante famiglia novarese. La fortificazione, probabilmente è tra le meglio conservate e più scenografiche di tutto il novarese.
Fino al 1443 la parrocchiale era, per ragioni di sicurezza, contenuta nella cappella castrense di Santa Maria. Dopo venne istituita l'attuale parrocchia di Santa Maria Assunta, appena fuori dal castello e a ridosso della collina. Venne restaurata nel 1640 e in epoche successive.
Gli oratori di Santa Maria di Campagna e di San Rocco conservano degli affreschi del XV secolo, a carattere religioso. Di buona fattura sono quelli dell'oratorio di San Rocco: oltre al Redentore e alcuni Santi contenuti nell'abside, tra i quadri esposti sulle pareti vi sono un San Martino, un San Rocco e una Vergine in trono. Alla destra della Vergine è presente un altro San Rocco, speculare al primo.

### Chiesa parrocchiale
La chiesa fu costruita nel XV secolo, per poi venir ristrutturata nel 1640; all'interno conserva degli affreschi raffiguranti Santa Maria Assunta e San Francesco che riceve le stimmate.

### Altro
Il 18 Aprile 2021 è stata inaugurata la "Big bench" (panchina gigante) numero 130 sulla collina sovrastante l'abitato.

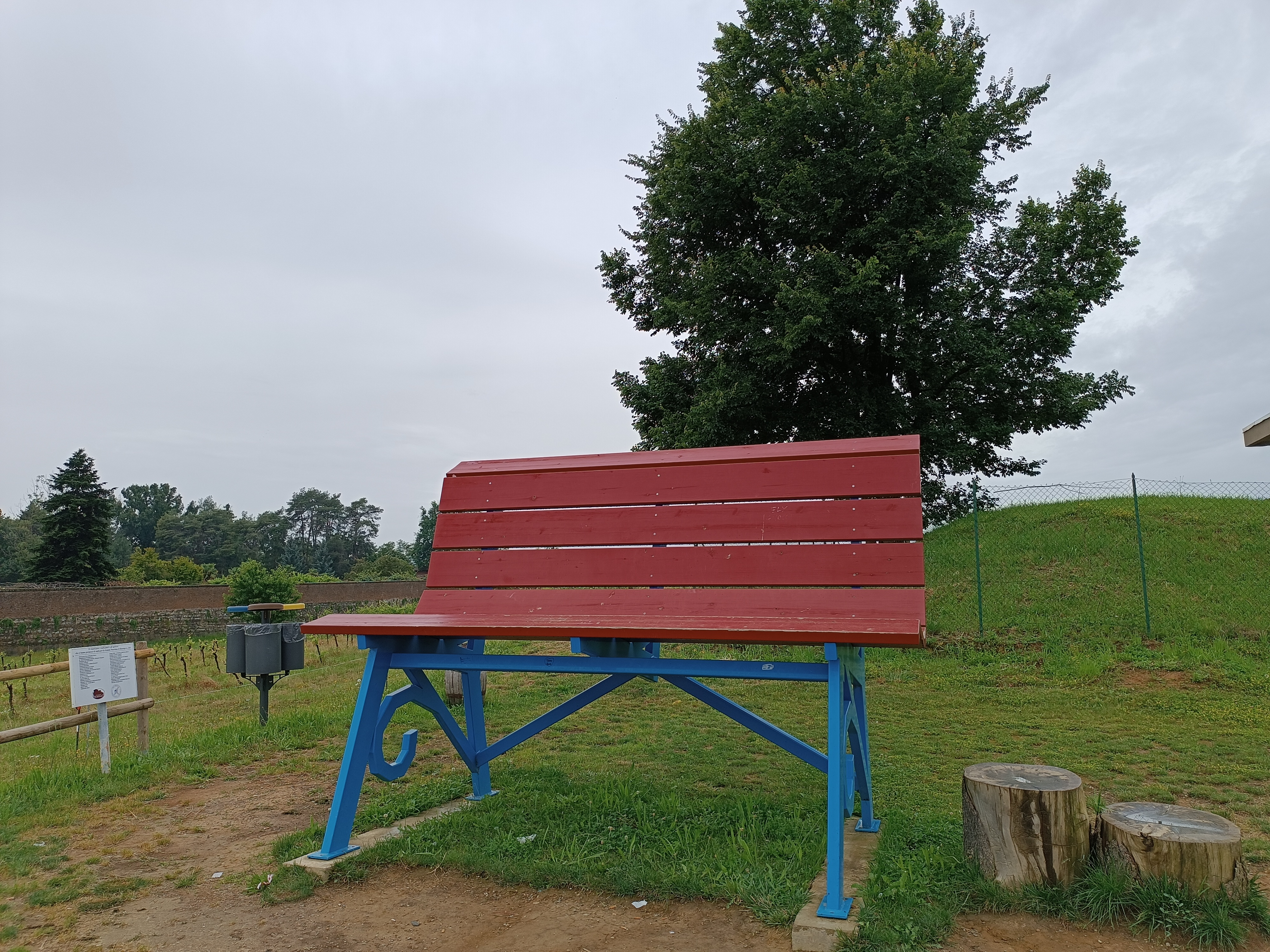
Panchina gigante a Barengo

## Cultura

### Scuole
Scuola Materna non Statale "Mazza"

### Biblioteca
La biblioteca civica è situata in Piazza Travaglini.

## Economia
Poche le attività commerciali, ma comunque dispone di negozi alimentari, cartoleria, elettricisti specializzati, idraulici, parrucchiere, impresari edili e centro equitazione. Barengo vive come da sempre nella sua storia di agricoltura con coltivazione di vari tipi di riso e mais.
Il comune rientra nel territorio della DOC Colline Novaresi: i vitigni sono coltivati sulla dorsale morenica alle spalle dell'abitato. Rilevante anche l'allevamento di bestiame.

## Infrastrutture e trasporti

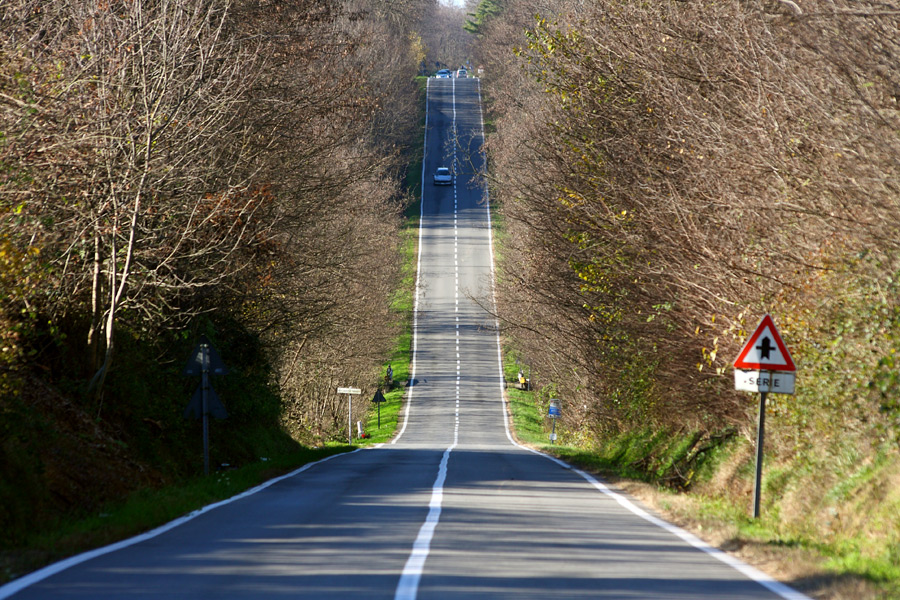
Saliscendi della SP 20 verso Fara

Il comune è attraversato da 3 strade provinciali: la SP 20 (Agnellengo-Barengo-Fara) con direzione est-ovest, la SP 21 (Solarolo-Barengo-Borgomanero) con direzione sud-nord che a sua volta si dirama dalla SP 17 (Ticino-Oleggio-Proh) poco a sud dell'abitato. Barengo venne raggiunto dall'asfalto solo dopo gli anni '60.

## Società

### Evoluzione demografica
Negli ultimi settanta anni, a partire dal 1951, la popolazione residente è dimezzata.
Abitanti censiti

## Amministrazione

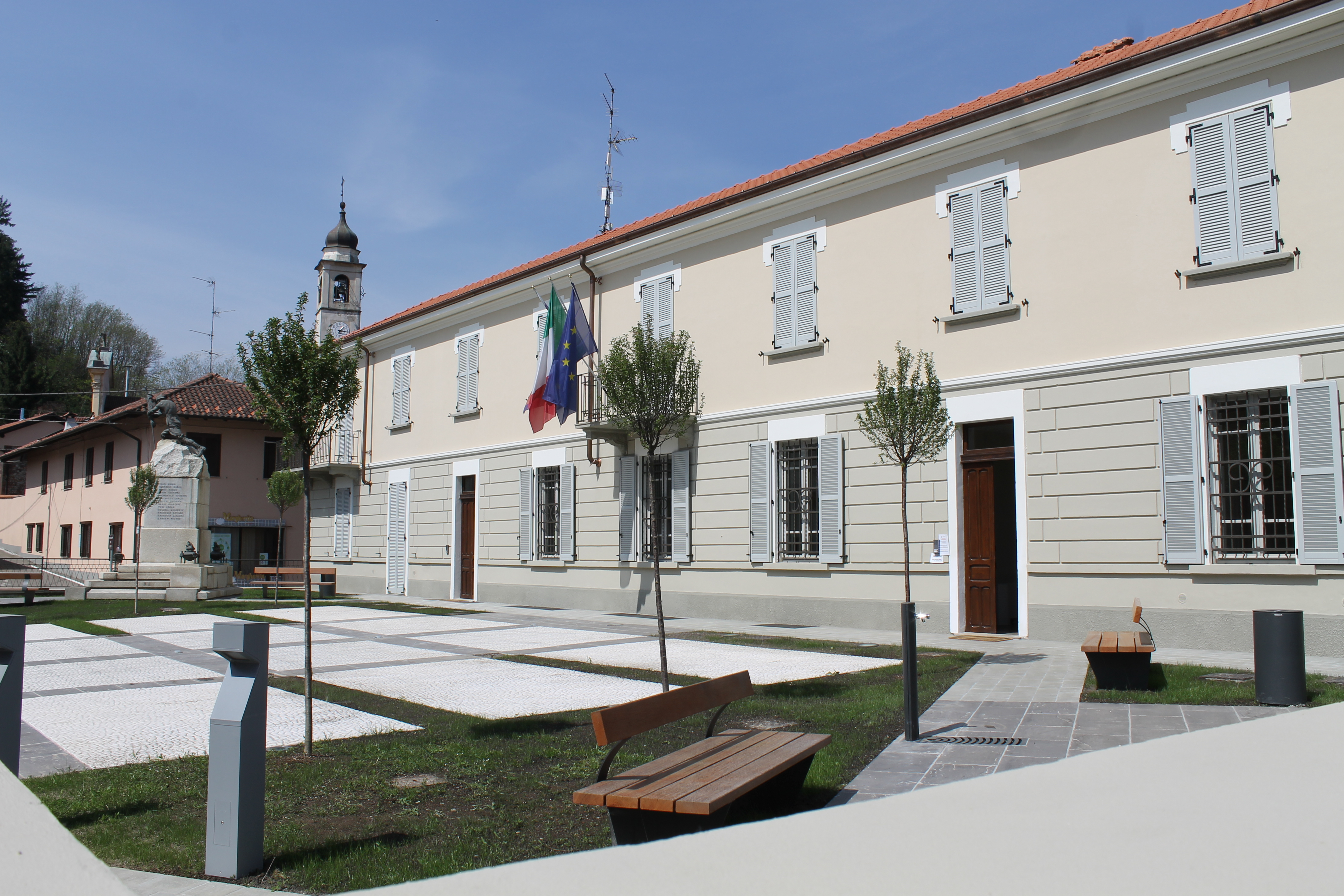
Veduta del Municipio

Di seguito è presentata una tabella relativa alle amministrazioni che si sono succedute in questo comune.
| Periodo        | Periodo        | Primo cittadino     | Partito                  | Carica  | Note  |
| -------------- | -------------- | ------------------- | ------------------------ | ------- | ----- |
| 31 maggio 1985 | 25 maggio 1990 | Giuseppe Savoini    | Democrazia Cristiana     | Sindaco | [ 9 ] |
| 25 maggio 1990 | 24 aprile 1995 | Giuseppe Savoini    | Democrazia Cristiana     | Sindaco | [ 9 ] |
| 24 aprile 1995 | 14 giugno 1999 | Rosario Sciammetta  | centro                   | Sindaco | [ 9 ] |
| 14 giugno 1999 | 14 giugno 2004 | Rosario Sciammetta  | centro                   | Sindaco | [ 9 ] |
| 14 giugno 2004 | 8 giugno 2009  | Gianfranco Novarina | lista civica             | Sindaco | [ 9 ] |
| 8 giugno 2009  | 26 maggio 2014 | Fabio Maggeni       | lista civica             | Sindaco | [ 9 ] |
| 26 maggio 2014 | 27 maggio 2019 | Fabio Maggeni       | lista civica Noi per voi | Sindaco | [ 9 ] |
| 27 maggio 2019 | in carica      | Fabio Maggeni       | lista civica Noi per voi | Sindaco | [ 9 ] |